# Будинок готелю «Бристоль» (Чернівці)

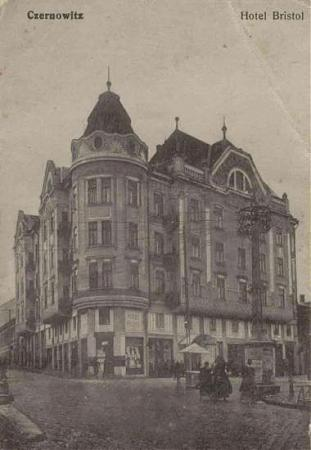
Готель «Бристоль» (1910)

Готель «Бристоль» — зведена у 1906 році пам'ятка архітектури (ох. № 5-Чв), розташована в історичному центрі Чернівців за подвійною адресою: пл. Філармонії, 1 (вул. М. Заньковецької, 11).

## Архітектурні особливості
Будинок готелю «Бристоль» зведено у стилі віденської сецесії. Споруда складається з цоколю та чотирьох поверхів.
На рівні другого, третього та четвертого поверхів вежа та фасад будівлі обладнані еркерами.
Парадний вхід розташований зі сторони пл. Філармонії. Еркер завершується складним фронтоном, у центрі якого розміщено велике арочне вікно, під яким зберігся розкішний сецесійний напис «Hotel Bristol». Обабіч еркеру розміщуються шість балконів.
Кут будинку у вигляді стилізованої («еркерної») вежі, яка завершується фронтоном з трьома люкарнами та купольним дахом зі шпилем. У цоколі вхід у ресторанне приміщення.
Боковий фасад (зі сторони вул. М. Заньковецької) обладнаний двома еркерами, які завершуються трикутними фронтонами, у полі кожного з яких розміщується два слухових вікна. Обабіч еркерів розміщуються дванадцять балконів.
Будинок оздоблений ліпниною, фризами та карнизами. Дах багатощипцевий, крівля з черепиці (нині в окремих місцях з бляхи).

## Історія будинку
У архівних фондах (1886) власником нерухомого майна на розі пл. Рудольфа та вул. Кароліни значиться Лейб Зальтер.
Згідно з рішенням Чернівецького повітового суду від 5 квітня 1904 року право власності перейшло до заможних чернівчан Йозефа Ландау та Макса Майснера, які 14 жовтня 1905 року отримали дозвіл Чернівецького міського магістрату на демонтаж старої будівлі й спорудження сучасного багатоповерхового готеля.
31 липня 1906 року будівлю ввели в експлуатацію. Новозбудований готель вважався одним з найкращих у Чернівцях. Місцеві легенди, які дійшли до наших днів, свідчать, що в його номерах приймали своїх клієнтів найдорожчі місцеві повії. У цоколі розташовувався ресторан, один з найпопулярніших у місті.
«Бристоль» став одним з перших будинків у місті, обладнаних ліфтовим господарством, яке обслуговували місцеві спеціалісти Йоган Ільчук та Георг Герман.
У подальшому, у різні часи, власниками готелю «Бристоль» були: Карл та Ернестіна Білгрей, Аурел та Альберт Решкану, Соломон Кінсбрунер, Амалія Лінкер.
1940-го р. приміщення готелю «Бристоль» з 57 кімнатами було оцінено в 4 млн. лей, націоналізовано й передано для використання місцевій владі.
В 1944 році будівлю передали заснованому Чернівецькому медичному інституту для використання як гуртожитку. У цьому статусі будівля перебуває й нині.
Наприкінці 2000-х років з'явилась ідея відродити у будинку готель «Бристоль». Чернівецька міська рада повідомила про готовність сприяти. Потенційний інвестор, попередньо домовившись з нинішнім розпорядником приміщення БДМУ про будівництво нового гуртожитку, розпочав переговори з Фондом державного майна України. На цей час проект дещо загальмувався з огляду на відсутність у місті повноцінної влади. Проте, все йде до того, що готель «Бристоль» у Чернівцях таки отримає друге народження.